# Eelco Weevers
Eelco Weevers (Zevenbergen, 9 juli 1980) is een voormalig Nederlands handballer. Hij was een rechterhoekspeler en speelde onder meer bij Tachos en E&O, van 2004 tot 2012 bij TV Emsdetten (Handball-Bundesliga) en aansluitend bij Bevo HC.
Weevers was handballer in de eredivisie. In het handbalseizoen 2003-04 werd hij als speler bij E&O met 556 punten verkozen tot Beste handbal-hoekspeler van het jaar.